# Geomyza silvatica
Geomyza silvatica är en tvåvingeart som beskrevs av Yang 1995. Geomyza silvatica ingår i släktet Geomyza och familjen gräsflugor.
Artens utbredningsområde är Zhejiang (Kina). Inga underarter finns listade i Catalogue of Life.